# Устюбень
Устюбень — река в России, протекает по Красногорскому району Республики Алтай. Устье реки находится в 90 км по правому берегу реки Иша. Длина реки составляет 18 км.

## Бассейн
- Большая Юга
- Киска
- Верхняя Киска
- Гаврилов
  - Пухарев

## Данные водного реестра
По данным государственного водного реестра России относится к Верхнеобскому бассейновому округу, водохозяйственный участок реки — Катунь, речной подбассейн реки — Бия и Катунь. Речной бассейн реки — (Верхняя) Обь до впадения Иртыша.